# EuroMayDay
2001 riefen italienische, französische und katalanische Aktivisten am 1. Mai zu einer EuroMayDay-Parade auf, die daraufhin in Mailand erstmals stattfand. Zentrales Anliegen war und ist es, den verschiedenartigsten Formen von Prekarisierung in Arbeit und Leben einen Ausdruck zu geben.  Der EuroMayDay fand jährlich in verschiedenen Städten Europas statt.

## Geschichte
Von 5.000 Leuten 2001 auf 50.000 im Jahr 2003. 2004 waren es 100.000 Demonstranten, die mit ihrer Parade gegen die Prekarisierung von Arbeit und Leben demonstrierten. Unter anderem fanden MayDayParaden in Amsterdam, Barcelona, Berlin, Bochum, Dortmund, Genf, Hamburg, Hanau, Helsinki, Jyväskylä, Kopenhagen, L’Aquila, León, London, Lüttich, Mailand, Maribor, Marseille, Neapel, Palermo, Paris, Sevilla, Sofia, Stockholm, Tübingen, Wien, aber auch in Tokio statt.
San Precario ist eine Figur, die von italienischen Aktivisten für den EuroMayDay erfunden wurde.